# ルシオール
ルシオール（LUCIOLE）とは、国立環境研究所などが中心となり民間企業13社と共同で開発し、1997年に発表された電気自動車である。
「ルシオール」とはフランス語でホタルを意味する。車体のデザインから名づけられた。

## 概要
環境・エネルギー・事故・渋滞という、現代の自動車が抱えている問題を解決すべく開発された。ルシオールは従来の電気自動車の性能を超えるため、ゼロから車体の開発が行われ、随所に最新の技術が施されている。
ルシオールは全長3300mmの軽自動車である。車体はダイハツ工業製で、スタイリングは空気抵抗を減らすため、流線型のクーペとなっている。2ドアで、室内空間確保と側面衝突時の衝撃緩和空間を設けるため、タンデム2シーターのレイアウトとなっている。
ルシオールは床下にバッテリーを収納する「バッテリービルトイン式フレーム」を採用。高い室内空間を確保し、かつ低重心化により高い安定性と運動性能を実現した。ルーフとリアスポイラーには補助電力として多結晶太陽電池を搭載している。ヘッドライトにはHIDランプ、ストップランプにはLEDを採用し、消費電力の削減を図った。
ルシオールは1つあたり出力36kWの直流ブラシレスモーターを動力源としている。後輪2つにインホイールドライブ方式（ホイールの内側にモーターを備える方式）で搭載している。最高速度は150km/h、0-400m加速は17.9秒となっている。また、10:15モード走行時の燃費はガソリン自動車換算でリッターあたり50kmと、低燃費を実現している。